# جو بيجرافيس
جو بيجرافيس (بالإنجليزية: Joe Bygraves)‏ مواليد 25 مايو 1931 في جامايكا - الوفاة 16 يناير 2012، كان ملاكم محترف جامايكي صنّف ضمن فئة الوزن الثقيل بدأ مسيرته الاحترافية سنة 1953.

## المسيرة الاحترافية
من نزالاته:
- خسر أمام بيلي ووكر (1964).
- خسر أمام كارل ميلدينبيرجير (1962).
- خسر أمام روي هاريس (1959).
- خسر أمام زورا فولي بالضربة الفنية القاضية (1958).
- خسر أمام ويلي باسترانو (1958).
- تعادل مع ديك ريتشاردسون (1957).
- انتصر على هنري كوبر بالضربة القاضية (1957).
- انتصر على جوني ويليامز بالضربة الفنية القاضية (1956).

## إحصائيات
خاض خلال مسيرته 72 نزالا، فاز في 42 وتعادل في 2 وخسر في 28. فاز بالضربة القاضية في 22 نزالا.

## روابط خارجية
- جو بيجرافيس على موقع بوكس ريك (الإنجليزية) (registration required)